# Hold Me, Touch Me (Think of Me When We're Apart)
Hold Me, Touch Me (Think of Me When We're Apart) è un singolo del cantante statunitense Paul Stanley, chitarrista della band hard rock Kiss.

## Il brano
Questo singolo proviene dal suo album solista omonimo, che con quelli di Ace Frehley, Gene Simmons e Peter Criss comprende i quattro brani usciti nel 1978 dai Kiss.

## Tracce
- Lato A: Hold Me, Touch Me (Think of Me When We're Apart)
- Lato B: Goodbye